# Acraea heringi
Acraea heringi är en fjärilsart som beskrevs av Le Doux 1923. Acraea heringi ingår i släktet Acraea och familjen praktfjärilar. Inga underarter finns listade i Catalogue of Life.